# Lybius guifsobalito
Lybius guifsobalito là một loài chim trong họ Lybiidae.